# Awhea
Awhea es un género de foraminífero bentónico de la subfamilia Nodosariinae, de la familia Nodosariidae, de la superfamilia Nodosarioidea, del suborden Lagenina y del orden Lagenida. Su especie-tipo es Nodosaria sinalata. Su rango cronoestratigráfico abarca desde el Mioceno superior hasta el Plioceno.

## Discusión
Awhea ha sido considerado un sinónimo posterior de Staffia.

## Clasificación
Awhea incluye a las siguientes especies:
- Awhea sinalata
- Awhea tosta